# Wassyl Lomatschenko
Wassyl Anatolijowytsch Lomatschenko (ukrainisch Василь Анатолійович Ломаченко; * 17. Februar 1988 in Bilhorod-Dnistrowskyj, Oblast Odessa, Ukrainische SSR) ist ein ukrainischer Profiboxer, ehemaliger Weltmeister der WBO im Federgewicht und Superfedergewicht sowie ehemaliger Weltmeister der WBA, WBC und WBO im Leichtgewicht. Für 2017 wurde er zum Ring Magazine Boxer des Jahres gewählt. Das Ring Magazine führte ihn ungeachtet der Gewichtsklassen (Pound for pound) zeitweilig als besten Boxer der Welt.
Als Amateur war er Olympiasieger 2008, Weltmeister 2009 und Europameister 2008 im Federgewicht sowie Weltmeister 2011 und Olympiasieger 2012 im Leichtgewicht.
Nach dem russischen Überfall auf die Ukraine schloss sich Lomatschenko den ukrainischen Streitkräften an.

## Amateurkarriere
Wassyl Lomatschenko wurde auf nationaler Ebene 2004 ukrainischer Kadettenmeister im Halbfliegengewicht, 2006 ukrainischer Meister im Fliegengewicht, 2008 und 2009 ukrainischer Meister im Federgewicht sowie 2010 und 2011 ukrainischer Meister im Leichtgewicht.
Bei den Kadetten-Europameisterschaften im September 2004 in Saratow, gewann er die Goldmedaille im Halbfliegengewicht. Er hatte sich dabei im Finale deutlich mit 34:12 gegen den Russen Farid Aleszkin durchgesetzt. Bei den Junioren-Weltmeisterschaften im September 2006 in Agadir, gewann er ebenfalls die Goldmedaille im Fliegengewicht. Er besiegte dabei in der Vorrunde Derenik Gizhlaryan aus Armenien 34:14 und im Achtelfinale Sergei Wodopjanow aus Russland 37:17. Im Viertelfinale bezwang er Andrew Selby aus Wales und im Halbfinale Rahim Najafov aus Aserbaidschan jeweils vorzeitig. Auch seinen Finalkampf gewann er vorzeitig gegen den Kubaner Albert Portuondo.
Im November 2007 wurde er in Chicago Vizeweltmeister im Federgewicht. Nach Siegen gegen den Puerto-Ricaner Abner Cotto (26:9), den Griechen Theodoros Papazov (19:5), den Weißrussen Michail Bernadski (21:6), den Mexikaner Arturo Reyes (K. o.) und den Chinesen Li Yang (+13:13), zog er ins Finale ein. Dort unterlag er jedoch dem Russen Albert Selimow 11:16. Damit erhielt er automatisch einen Startplatz im Federgewicht bei den 29. Olympischen Spielen 2008 in Peking. Dort siegte er bereits in der Vorrunde gegen seinen Bezwinger Albert Selimow 14:7 und schlug anschließend den Bronzemedaillengewinner der Olympischen Spiele 2004 Bohodirjon Sultanow aus Usbekistan deutlich mit 13:1. Im Viertelfinale bezwang er erneut den Chinesen Li Yang mit 12:3 und zog ins Halbfinale ein, wo er den Türken Yakup Kılıç 10:1 besiegte. Das anschließende Finale gewann er bereits in der ersten Runde vorzeitig gegen Khedafi Djelkhir aus Frankreich. Lomatschenko wurde damit zum erst zweiten Olympiasieger für die Ukraine im Boxen nach Wladimir Klitschko. Außerdem wurde er mit dem Val-Barker-Pokal als stilistisch und technisch bester Boxer der Olympischen Spiele ausgezeichnet.
Im November 2008 startete er noch im Federgewicht bei den Europameisterschaften in Liverpool. Auch hier konnte er sich durch Siege gegen Vladimir Nikiforov aus Estland (10:0), David Joyce aus Irland (10:2), Hicham Ziouti aus Frankreich (2:1) und Araik Ambartsumow aus Russland (7:1), die Goldmedaille sichern.
Im November 2009 gewann er die Weltmeisterschaften in Mailand. Er war erneut im Federgewicht gestartet und hatte Mario Aleksić aus Bosnien 16:2, Craig Evans aus Wales 15:1, Branimir Stanković aus Serbien 8:2, Óscar Valdez aus Mexiko 12:1 und im Finale erneut Sergei Wodopjanow aus Russland 12:1 geschlagen. Bei den Weltmeisterschaften 2011 in Baku wurde er Weltmeister im Leichtgewicht. Er hatte sich in den Vorrunden gegen Lomalita Moala aus Tonga (K. o.) und den amtierenden US-Meister José Ramirez (16:9) durchgesetzt und bezwang im Achtelfinale knapp den Brasilianer Robson Conceição (19:18). Im Viertelfinale siegte er gegen den Usbeken Fazliddin Gʻoibnazarov (18:10) und im Halbfinale gegen den Italiener Domenico Valentino (17:11). Im Finale bezwang er den Kubaner Yasniel Toledo 17:12.
Bei den Olympischen Spielen 2012 in London besiegte Lomatschenko nach einem Freilos in der Vorrunde im Achtelfinale Wellington Arias aus der Dominikanischen Republik (15:3), im Viertelfinale Félix Verdejo aus Puerto Rico (14:9) und im Halbfinale Yasniel Toledo aus Kuba (14:11). Im Finale schlug er den Südkoreaner Han Soon-chul (19:9) und gewann seine zweite olympische Goldmedaille.
In der Saison 2012/13 kämpfte Lomatschenko für die Ukrainian Otamans in der World Series of Boxing und gewann dabei jeden seiner sechs Kämpfe, darunter gegen Albert Selimow, Charly Suarez und Domenico Valentino. Er beendete seine Amateurkarriere mit einer beeindruckenden Bilanz von 396 Siegen und nur einer Niederlage.

## Profikarriere
Im August 2013 wechselte er ins Profilager und wurde vom US-amerikanischen Promoter „Top Rank Boxing“ unter Vertrag genommen. Er zog zur Förderung seiner Karriere ins kalifornische Marina del Rey und bestritt seinen ersten Profikampf am 12. Oktober 2013 in Las Vegas gegen den Mexikaner José Luis Ramírez García (Bilanz: 25-3), amtierender Internationaler Meister der WBO im Federgewicht und auf Platz 7 der Weltrangliste geführt. Lomatschenko gewann den Kampf bereits in der vierten Runde durch K. o., fügte seinem Gegner die erste vorzeitige Niederlage seiner Karriere zu und erhielt bereits in seinem zweiten Profikampf eine Weltmeisterschaftschance.
Am 1. März 2014 trat er in San Antonio gegen den Mexikaner Orlando Salido (40-12) in den Ring, der den WBO-Weltmeistertitel im Federgewicht viereinhalb Monate zuvor durch einen K.-o.-Sieg gegen Orlando Cruz erkämpft hatte. Salido galt nicht zuletzt aufgrund eines Punktesieges gegen Robert Guerrero und zwei vorzeitigen Siegen gegen Juan López, als abgebrühter Veteran der vom Magazin The Ring auf Platz 2 der Weltrangliste geführt wurde. Zum Zeitpunkt des Kampfes war der WBO-WM-Titel wieder vakant, da Salido das Gewichtslimit nicht einhalten konnte und ihm deshalb der Titel entzogen wurde. Somit ging es in dem Kampf nur für Lomatschenko um den WM-Titel, der zudem erstmals in seiner Karriere länger als fünf Runden im Ring stehen musste. Nach den vollen zwölf Runden wurde Salido durch eine Split Decision (2:1 Richterentscheidung) nach Punkten zum Sieger erklärt, womit Lomatschenko seine erste Profiniederlage und seine insgesamt erst zweite Niederlage als Boxer hinnehmen musste.
Am 21. Juni 2014 boxte er erneut um den vakanten WBO-Titel im Federgewicht und besiegte dabei den US-Amerikaner Gary Russell junior (24-0) durch Split Decision nach Punkten. Er wurde somit in seinem erst dritten Profikampf Weltmeister, was vor ihm nur dem Thailänder Saensak Muangsurin 1975 im Halbweltergewicht gelungen war. In seiner ersten Titelverteidigung am 23. November 2014 besiegte er den Thailänder Chonlatarn Piriyapinyo (52-1) einstimmig nach Punkten.
Seine zweite Titelverteidigung gewann er am 2. Mai 2015 durch K. o. gegen Gamalier Rodriguez (25-2) aus Puerto Rico. Im November 2015 gewann er seine inzwischen dritte Titelverteidigung durch K. o. in der zehnten Runde gegen den Mexikaner Romulo Koasicha (25-4).
Am 11. Juni 2016 gewann er den WBO-Weltmeistertitel im Superfedergewicht durch einen K.-o.-Sieg in der fünften Runde gegen Román Martínez (29-2) und wurde damit in seinem erst siebenten Kampf Weltmeister zweier Gewichtsklassen, wodurch er den Rekord von Naoya Inoue aus dem Jahr 2014 einstellte, welcher acht Kämpfe benötigt hatte. Am 26. November desselben Jahres gewann er zudem vorzeitig gegen Nicholas Walters (26-0), ehemaliger WBA-Weltmeister im Federgewicht.
Am 8. April 2017 gewann er seine zweite Titelverteidigung gegen Jason Sosa (20-1). Am 5. August bestritt er bereits seine nächste Titelverteidigung und besiegte dabei den Kolumbianer Miguel Marriaga (25-5). Am 9. Dezember 2017 besiegte er den Kubaner Guillermo Rigondeaux (17-0) durch technischen Knockout in der sechsten Runde.
Am 12. Mai 2018 boxte er im Leichtgewicht gegen Jorge Linares (44-3) und siegte durch TKO in der zehnten Runde, wodurch er WBA-Superweltmeister wurde. Er hatte somit in nur zwölf Kämpfen, Weltmeistertitel in drei Gewichtsklassen gewonnen und brach damit den Rekord von Jeff Fenech aus dem Jahr 1988, der den erwähnten Erfolg mit zwanzig Kämpfen erreicht hatte. Am 8. Dezember 2018 besiegte er José Pedraza (25-1) einstimmig nach Punkten und gewann dadurch zusätzlich dessen WBO-Weltmeistertitel im Leichtgewicht.
Am 12. April 2019 gewann er durch K. o. in der vierten Runde gegen Anthony Crolla (34-6) und am 31. August 2019 einstimmig nach Punkten gegen Luke Campbell (20-2). Durch den Sieg gegen Campbell gewann er zusätzlich den WBC-Weltmeistertitel und wurde daraufhin vom Ring Magazine als Nummer 1 im Leichtgewicht geführt.
Am 17. Oktober 2020 verlor er einstimmig nach Punkten gegen den IBF-Weltmeister Teófimo López (15-0).
Nach dem russischen Überfall auf die Ukraine schloss sich Lomatschenko den ukrainischen Streitkräften an und unterbrach somit seine Karriere. Ende März 2022 wurde bekannt, dass Boxpromoter Bob Arum laut eigenen Angaben in Gesprächen mit der ukrainischen Regierung eine Sonderregelung für Lomatschenko erwirkt hatte, durch die ihm gestattet wurde, trotz des Verbotes der Ausreise, die gegenüber wehrfähigen ukrainischen Männern zwischen 18 und 60 Jahren ausgesprochen wurde, ins Ausland zu reisen, um im Boxring (gegen George Kambosos Jr. in Australien) für sein Land zu kämpfen. Lomatschenko lehnte eine Ausreise jedoch ab.

## Liste der Profikämpfe
| 18 Siege (12 K.-o.-Siege), 3 Niederlagen, 0 Unentschieden |              |                                         |                                                                                                   |                                                     |
| Jahr                                                      | Tag          | Ort                                     | Gegner                                                                                            | Ergebnis für Lomatschenko                           |
| 2013                                                      | 12. Oktober  | Thomas & Mack Center, Las Vegas, USA    | Jose Ramirez Profidebüt WBO-International Federgewicht-Meisterschaft                              | Sieg / KO 4. Runde                                  |
| 2014                                                      | 1. März      | Alamodome, San Antonio, USA             | Orlando Salido vakante WBO-Federgewicht-Weltmeisterschaft                                         | Punktniederlage (geteilte Entscheidung) / 12 Runden |
| 2014                                                      | 21. Juni     | StubHub Center, Carson, USA             | Gary Russell junior vakante WBO-Federgewicht-Weltmeisterschaft                                    | Punktsieg (Mehrheitsentscheidung) / 12 Runden       |
| 2014                                                      | 23. November | Cotai Arena, Macao, China               | Suriya Tatakhun WBO-Federgewicht-Titelverteidigung                                                | Punktsieg (einstimmig) / 12 Runden                  |
| 2015                                                      | 2. Mai       | MGM Grand, Las Vegas, USA               | Gamalier Rodriguez WBO-Federgewicht-Titelverteidigung                                             | Sieg / KO 9. Runde                                  |
| 2015                                                      | 7. November  | Thomas & Mack Center, Las Vegas, USA    | Romulo Koasicha WBO-Federgewicht-Titelverteidigung                                                | Sieg / KO 10. Runde                                 |
| 2016                                                      | 11. Juni     | Madison Square Garden, New York, USA    | Román Martínez WBO-Superfedergewicht-Weltmeisterschaft                                            | Sieg / KO 5. Runde                                  |
| 2016                                                      | 26. November | The Cosmopolitan, Las Vegas, USA        | Nicholas Walters WBO-Superfedergewicht-Titelverteidigung                                          | Sieg / Aufgabe 7. Runde                             |
| 2017                                                      | 8. April     | MGM National Harbor, Oxon Hill, USA     | Jason Sosa WBO-Superfedergewicht-Titelverteidigung                                                | Sieg / Aufgabe 9. Runde                             |
| 2017                                                      | 5. August    | Microsoft Theater, Los Angeles, USA     | Miguel Marriaga WBO-Superfedergewicht-Titelverteidigung                                           | Sieg / Aufgabe 7. Runde                             |
| 2017                                                      | 9. Dezember  | Madison Square Garden, New York, USA    | Guillermo Rigondeaux WBO-Superfedergewicht-Titelverteidigung                                      | Sieg / Aufgabe 6. Runde                             |
| 2018                                                      | 12. Mai      | Madison Square Garden, New York, USA    | Jorge Linares WBA-Leichtgewicht-Weltmeisterschaft                                                 | Sieg / TKO 10. Runde                                |
| 2018                                                      | 8. Dezember  | Madison Square Garden, New York, USA    | José Pedraza WBA/WBO-Leichtgewicht-Titelvereinigung                                               | Punktsieg (einstimmig) / 12 Runden                  |
| 2019                                                      | 12. April    | Staples Center, Los Angeles, USA        | Anthony Crolla WBA/WBO-Leichtgewicht-Titelverteidigung                                            | Sieg / KO 4. Runde                                  |
| 2019                                                      | 31. August   | The O2 Arena, Greenwich, Großbritannien | Luke Campbell WBA/WBO-Leichtgewicht-Titelverteidigung vakante WBC-Leichtgewicht-Weltmeisterschaft | Punktsieg (einstimmig) / 12 Runden                  |
| 2020                                                      | 17. Oktober  | The Bubble, Las Vegas, USA              | Teófimo López IBF/WBA/WBO-Leichtgewicht-Titelvereinigung                                          | Punktniederlage (einstimmig) / 12 Runden            |
| 2021                                                      | 26. Juni     | Virgin Hotels, Las Vegas, USA           | Masayoshi Nakatani                                                                                | Sieg / TKO 9. Runde                                 |
| 2021                                                      | 11. Dezember | Madison Square Garden, New York, USA    | Richard Commey                                                                                    | Punktsieg (einstimmig) / 12 Runden                  |
| 2022                                                      | 29. Oktober  | Madison Square Garden, New York, USA    | Jamaine Ortiz                                                                                     | Punktsieg (einstimmig) / 12 Runden                  |
| 2023                                                      | 20. Mai      | MGM Grand Hotel, Las Vegas, USA         | Devin Haney IBF/WBA/WBC/WBO-Leichtgewicht-Weltmeisterschaft                                       | Punktniederlage (einstimmig) / 12 Runden            |
| 2024                                                      | 12. Mai      | Perth Arena, Perth, Australien          | George Kambosos vakante IBF-Leichtgewicht-Weltmeisterschaft                                       | Sieg / TKO 11. Runde                                |
| Quelle: Wassyl Lomatschenko in der BoxRec-Datenbank       |              |                                         |                                                                                                   |                                                     |

## Auszeichnungen
- 2017: Sugar Ray Robinson Award der BWAA als Boxer des Jahres
- 2017: Ring Magazine Boxer des Jahres
- 2008: Val-Barker-Pokal als bester Boxer der Olympischen Spiele

## Privatleben
Lomatschenko ist mit Olena Lomatschenko verheiratet, mit der er zwei Kinder hat. Lomatschenko hat (Stand 2019) seinen Wohnsitz in Camarillo, Kalifornien, und trainiert im nahe gelegenen Oxnard, nördlich von Los Angeles.